# Mesocyclops tenuis
Mesocyclops tenuis är en kräftdjursart som först beskrevs av Marsh 1910.  Mesocyclops tenuis ingår i släktet Mesocyclops och familjen Cyclopidae. Inga underarter finns listade i Catalogue of Life.